# Wiraqucha
Wiraqucha is een geslacht van vlinders van de familie van de Houtboorders (Cossidae), uit de onderfamilie van de Hypoptinae. De wetenschappelijke naam en de beschrijving van dit geslacht werden voor het eerst in 2019 gepubliceerd door Roman Viktorovitsj Jakovlev, Artem Naydenov en Fernando Cesar Penco.
De soorten van dit geslacht komen voor in Zuid-Amerika.

## Soorten
- Wiraqucha equadorica Yakovlev, Naydenov & Penco, 2019
- Wiraqucha huberti Yakovlev, Naydenov & Penco, 2019